# گهرینگسوالد
گهرینگسوالد (به آلمانی: Gehringswalde) یک منطقهٔ مسکونی در آلمان است که در وولکن‌اشتاین (ارتسگبیرگه) واقع شده‌است. گهرینگسوالد ۴۵۸ نفر جمعیت دارد.